# Євменов Микола Анатолійович
Микола Анатолійович Євменов (нар. 2 квітня 1962, Москва, РСФСР, СРСР) — російський військовик, головнокомандувач військово-морським флотом РФ з 3 травня 2019 року до березня 2024 року. Адмірал з 2017 року.

## Біографія
Народився 2 квітня 1962 року в Москві. Закінчив вище воєнно-морське училище підводного плавання імені Ленінського комсомолу (1982—1987), після закінчення якого призначений на посаду командира електронавігаційної групи штурманської бойової частини (БЧ-1) атомного підводного човна на Тихоокеанському флоті Росії (1987—1991).
У 1995—1997 роках пройшов вишкіл у Воєнно-морський академії імені Адмірала Флоту Радянського Союзу Н. Г. Кузнєцова й у 1997—1999 роках служив старшим помічником командира, а відтак командиром підводних човнів «К-490» і «К-506».
У 1999—2001 роках служив начальником штабу 25-ї дивізії підводних човнів, капітаном 1 рангу, а після вишколу у Воєнній академії Генерального штабу збройних сил Російської Федерації (2001—2003) — заступником командира (2003—2004) і командиром (2004—2006) 25-ї дивізії підводних човнів.
У 2006—2010 роках начальник штабу, у 2010—2012 роках командир 16-ї ескадри підводних човнів (в/ч 62695, Вілючинськ).
У квітні — вересні 2012 року командувач Підводними силами Тихоокеанського флоту.
З вересня 2012 року начальник штабу — перший заступник командувача Північним флотом Росії.
З листопада 2015 року, після призначення адмірала Володимира Корольова тимчасово виконуючим обов'язки головнокомандувачем ВМФ РФ, Микола Евменов тимчасово виконував обов'язки командувача Північним флотом Росії.
6 квітня 2016 року став командувачем Північним флотом РФ.
12 грудня 2017 року отримав військове звання «адмірал».
3 травня 2019 року став головнокомандувачем ВМФ РФ.
Член Колегії Міністерства оборони РФ, другий у історії Росії головнокомандувач ВМФ, призначеним на цю посаду з-поміж моряків-підводників.
У березні 2024 року, після серії значних втрат російських кораблів у Чорному морі усунутий із посади головкома ВМФ РФ, його місце посів командувач Північного флоту адмірал Олександр Моїсеєв.

## Особисте життя
З 2019 року — капітан збірної команди ВМФ Росії з хокею з шайбою і команди Головного командування ВМФ Росії «Дев'ятий вал».
Голова Опікунської ради «Клубу адміралів».
Керував військово-морським навчанням «Океанський щит — 2023» (Балтійський флот, 2023).

## Родина
- Дружина — Ольга Євменова (Тищенко).
- Старший син — Роман Євменов, капітан третього рангу, слухач Військово-морської академії ім. Кузнєцова.
- Молодший син — Юрій Євменов (нар. 1999), з 2017 року курсант Ульяновського інституту цивільної авіації.
  - Онук Микола (нар. 2017).

## Санкції
23 лютого 2022 року, на тлі вторгнення Росії в Україну, внесений до списку санкцій Євросоюзу, оскільки «відповідає за будь-яку морську операцію російського флоту, зокрема в Україні або на її території. Тому він несе відповідальність за активну підтримку і здійснення дій і політики, які підривають і загрожують територіальній цілісності, суверенітету і незалежності України, а також стабільності або безпеці в Україні»
25 лютого 2022 року доданий до санкційного списку Швейцарії.
8 березня 2022 року доданий до санкційного списку Австралія.
14 березня 2022 року доданий до санкційного списку Канади.
15 березня 2022 року доданий до санкційного списку Великої Британії.
18 березня 2022 року доданий до санкційного списку Нової Зеландії.
12 квітня 2022 року доданий до санкційного списку Японії.
19 жовтня 2022 року доданий до санкційного списку України.

## Нагороди
- Орден «За заслуги перед Вітчизною» 4 ступеня (2023);
- Орден Олександра Невського (Росія) (2016);
- Орден «За воєнні заслуги» (2006);
- Орден «За морські заслуги» (2015);
- Медалі СРСР;
- Медалі РФ